# Saison 14 de Julie Lescaut

Cet article présente les épisodes de la saison 14 de la série télévisée  Julie Lescaut (2005).

## Épisode 64:L'Orphelin
- Distribution : Mouss Diouf (N'Guma), Renaud Marx (Kaplan), Alexis Desseaux (Motta), Samia Sassi (Zora), Jennifer Lauret (Sarah), Loïc Nayet (Pavel), Sophie Artur (Christelle), Pierre Cognon (Heroux), François Dunoyer (Verdon).
- Résumé : Julie Lescaut et ses hommes découvrent les cadavres d'un homme et d'une femme bulgares, un couple, assassinés à leur domicile. L'homme était un avocat renommé et la femme une ancienne championne sportive. Les policiers retrouvent aussi Pavel, leur garçonnet de 6 ans, qui s'est réfugié dans un placard. Il est le seul survivant de la famille et l'unique témoin.

## Épisode 65:Mission spéciale
- Distribution : Renaud Marx (Kaplan), Igor Skreblin (Steller), Samia Sassi (Zora), Patrick Martinez (Dasquier), Mouss Diouf (N'Guma), François Dunoyer (Verdon)
- Résumé : Une jeune fille de 17 ans, Céline, est retrouvée choquée sur un chantier. Julie Lescaut l'emmène au commissariat où elle la fait examiner, mais la fille se suicide en se jetant d'une fenêtre. Il s'avère qu'elle avait été violée la veille, après avoir absorbé, à son insu, du GHB au club le Havana. Le principal suspect est Steller homme de main de Curtis, un trafiquant de drogue. Un piège est monté pour inciter le gang de Curtis à braquer un convoi transportant de la cocaïne destinée à être détruite. Kaplan est choisi pour s'infiltrer dans le groupe, jouant le rôle de « flic ripou ». Mais l'opération foire lamentablement. Bravant les ordres de Julie, Kaplan décide alors de retourner auprès des truands. Ceux-ci le démasquent et s'emparent de lui.

## Épisode 66:Double vie
- Distribution : Véronique Genest (Julie Lescaut), Mouss Diouf (N'Guma), Loïc Nayet (Pavel), Diane Dassigny (Alice), Sophie Artur (Christelle), Nicolas Villena (Guellec), Didier Bienaimé (Antoine Rousseau), Marie Armelle Deguy (Céline Hétier), Christophe Kourotchkine (Simon Lamarque), Jérémie Covillault (Michel Fagnot), Eliot Andres (Bastien), Gaëlle Coz (Angélique), Héloise Ester (Employée IML), Jean-Marie Fonbonne (Expert balistique).
- Résumé : Une fusillade vient d'avoir lieu aux Clairières. Un motocycliste a tiré sur Antoine Rousseau, le patron de Logitek Éditions, une société d'informatique. L'homme d'affaires est indemne mais son garde du corps a été tué. Julie et N'Guma s'aperçoivent avec horreur que la victime n'est autre que Philippe Hétier, le compagnon de leur collègue Christelle. Tout le commissariat est en émoi. Christelle encaisse la nouvelle encore plus mal lorsqu'elle apprend que Philippe, avec qui elle vivait depuis trois ans, était marié à une femme prénommée Céline. L'enquête de Julie sur l'agression visant Antoine Rousseau s'oriente rapidement vers un ancien concurrent de l'homme d'affaires...

## Épisode 67:Justice est faite
- Distribution: Véronique Genest (Julie Lescaut), Mouss Diouf (N'Guma), Jennifer Lauret (Sarah), François Dunoyer (Verdon), Loic Nayet (Pavel), Nicolas Scellier (Romain), Alexis Desseaux (Motta), Diane Dassigny (Alice), Richaud Valls (Vincent Gautier), Sophie Artur (Christelle), Pierre Cognon (Héroux), Claude Brécourt (Le procureur), Paul Allio (Le légiste), Olivia Brunaux (Laura Staniak), Amandine Chauveau (Louise Staniak).
- Résumé : Alors que N'Guma et Motta sont en planque dans un bois pour coincer des racketteurs de prostituées, un coup de feu éclate. La victime est le chien de Michel Staniak, juge d'instruction. Julie et Gautier s'informent mais Michel Staniak est injoignable. Sa femme indique qu'il était nerveux ces derniers jours. Les heures passent, le magistrat ne réapparaît pas et il n'y a ni demande de rançon ni revendication. Lors d'un contrôle de routine, le corps d'un homme est retrouvé dans le coffre d'une voiture appartenant à un Suisse résidant en France, Nicolas Verneuil. En enquêtant sur chacune des affaires, les policiers découvrent un lien entre Staniak et le mort : Fred Zinder, dit «Bowling», un dealer soupçonné d'avoir participé au braquage sanglant d'une bijouterie...

## Épisode 68:Frères d'armes
- Distribution : Véronique Genest (Julie Lescaut), Mouss Diouf (N'Guma), François Dunoyer (Verdon), Nicolas Scellier (Romain), Jennifer Lauret (Sarah), Emmanuel Guttierez (Raphaël), Diane Dassigny (Alice), Julie Dray (Camille), Claude Brécourt (le procureur), Benoît Solès (Revel), Blanche Veisberg (Émilie Leroux), Niels Dubost (Damien Leroux), Christian Charmetant (Costa), Adélaïde Bon (Sophie Boissard), Elisabeth Commelin (la juge Boissard), Bernard Lanneau (Monsieur Devers), Martine Logier (Madame Devers).
- Résumé : Réveillés en pleine nuit par un appel de Christelle, Julie et Verdon se rendent au poste pour récupérer Romain, interpellé sur la voie publique en état d'ivresse. Julie n'a pas le temps d'en connaître les raisons, elle doit se rendre au belvédère où deux jeunes mariés ont été retrouvés dans leur véhicule incendié. L'homme, Lucas Devers, un jeune banquier, est mort tandis que la jeune femme, Marina Sakovski, est transférée à l'hôpital, à l'unité des grands brûlés...

## Épisode 69:Faux semblants
- Distribution : Véronique Genest (Julie Lescaut), Mouss Diouf (N'Guma), Jennifer Lauret (Sarah), François Dunoyer (Verdon), Loïc Nayet (Pavel), Nicolas Scellier (Romain), Alexis Desseaux (Motta), Diane Dassigny (Alice), Sophie Artur (Christelle), Pierre Cognon (Héroux), Patrick Rocca (Darzac), Emmanuel Guttierez (Raphaël), Delphine Mc Carty (Lorraine), Julie Dumas (Marion Lacasse), Franck Gourlat (Christian Renoncourt), Josy Bernard (Camille Renoncourt), Sylvie Genty (Jeanine Morin), Claude Brécourt (Le procureur), Pauline Larrieu (Audrey), Eric Théobald (Xavier Chomette).
- Résumé : Un beau matin, N'Guma reçoit la visite impromptue de son amie, Lorraine Levan. Lorraine semble tourmentée : son amie et collègue Élise Dampierre, sage-femme à la clinique Renoncourt, a disparu. Moins d'une heure plus tard, le corps sans vie d'Élise est repêché dans un canal. La thèse du suicide est vite écartée au profit de celle du meurtre. Julie et son équipe mènent l'enquête. Les soupçons touchent d'abord l'ex-mari d'Élise, puis se dirigent vers Christian Renoncourt, le directeur de la clinique...